# Túnel Eisenhower
El Túnel Eisenhower (en inglés: Eisenhower Tunnel) es un túnel vehicular de doble perforación, de cuatro carriles y localizado aproximadamente a unos 80 km al oeste de Denver, Colorado, Estados Unidos. Mediante el túnel la interestatal 70 cruza la divisoria continental atravesando las Montañas Rocosas.

## Descripción
Con una altitud máxima de 3401 m s. n. m., es uno de los túneles vehiculares más altos en el mundo, siendo al mismo tiempo el más largo de la montaña y el punto más alto en el Sistema Interestatal de Autopistas. Terminado en 1979, fue una de las últimas piezas importantes del sistema interestatal en ser completadas. El portal en dirección oeste lleva el nombre de Dwight D. Eisenhower, 34.º presidente de los EE. UU con cuyo nombre también se bautizó al sistema interestatal.